# 千葉貴俊
千葉 貴俊（ちば たかとし、1971年7月8日 - ）は、日本のプロミュージシャン。東京都出身。
現3B LAB.☆Sのリーダーで担当はベース・コーラス。またJIU〜慈雨のメンバーである。ステージでは時々アコースティック・ギターも演奏する。

## 人物
- 長髪が特徴。
- メンバーの中では最年長であり、比較的大人しいのが印象。
- メンバーの中で唯一の既婚者。子持ち。ちなみに岡平の19時代のシングル「たいせつなひと」は彼が結婚したことがきっかけで出来た曲である。
- 以前は派手な髪型であり、アーティスト写真やライブでもやんちゃな部分を見せていたが、若いメンバーの加入や家庭環境が手伝って落ち着いたキャラクターとなっていると思われる。メンバーの岡平も以前は「タカ」などと呼んでいたが、そうしたキャラクターや年齢から現在は「千葉ちゃん」と呼ばれている。
- もともとバンド結成前はギターを担当するつもりであったが、メンバーが集まらなかったため現在の形になる。
- 数は少ないが初期の作品には彼が作曲・作詞、さらにはボーカルを担当した曲もある。
- 音楽に関してはストイックと評されている。
- 左利きである。そのため、ギターの手癖も左利き特有なものがあると自ら話している。
- 3B LAB.☆S以外では、AURAのREDS☆らと結成したバンド「JIU〜慈雨」でベースを担当している。

## 3B LAB.☆S結成までの履歴
- 元19であり、現3B LAB.☆Sのボーカルである岡平健治とは元々師弟関係であり、19時代以前から楽曲制作を岡平と共にしていた。岡平の19時代、曲が出来たら電話で聞かしてもらっていた。19の楽曲「以心伝心」を最初に聴いたのは千葉とされる。
- 音楽学校メーザーハウスで音楽理論などを学び、ミュージシャンになる。
- 健治だけが、偶然ライブの打ち上げで出会った玉越理寛のキャラに一目ぼれし、2001年に、3B LAB.☆をしぶしぶ結成する (千葉は玉越のメンバー入りを反対したからである)。